# Anyang
Anyang (安阳S, ĀnyángP) è una città della Cina nella provincia dell'Henan. È la città situata più a nord nella sua provincia e confina a Est con Hebi, a Sud con Xinxiang, a Ovest con la provincia di Shanxi e a Nord con la provincia di Hebei.

## Storia
Xiaonanhai, ai confini occidentali della città, era abitata da uomini preistorici dell'Età della pietra. In questo sito archeologico furono reperiti oltre 7.000 artefatti (tra i quali figurano strumenti in pietra e osso), ricondotti a quella che è stata chiamata Cultura di Xiaonanhai. La leggenda vuole che attorno al 2.000 a.C., gli imperatori mitologici Zhuanxu e Ku stabilirono le loro capitali in aree limitrofe a quella di Anyang. I loro mausolei si trovano nel villaggio di Sanyang a sud della Contea di Neihuang.
Al principio del XIV secolo a.C., il re Paneng della Dinastia Shang vi stabilì la propria capitale. Il sito si trova a 2 km a Nord della città contemporanea, sulle rive del fiume Huan. La città, nota col nome di Yin, fu la prima capitale stabile della storia cinese. Dopo la fondazione della città, la Dinastia Shang divenne nota come Dinastia Yin.
Anyang restò capitale per 8 generazioni (12 sovrani), compreso il re Wu Ding, che portò la sua dinastia all'apice del potere prima di essere sconfitto dal re Wu nel 1046 a.C. La Contea di Tangyn era la patria della Dinastia Song, il cui generale Yue Fei vide la luce nell'omonimo villaggio di Yue. È anche la patria storica di Zhou Tong (originario di Shaanxi secondo la leggenda), allievo di Chuojiao e maestro di arti marziali dello stesso Yue. La città fu ricostruita nel 1368 durante la Dinastia Ming.

### Repubblica Popolare Cinese
Nell'agosto 1949, la prefettura di Anyang fu separata da quella di Henan e, assieme a Puyang e Xinxiang, fu annessa alla provincia sperimentale di Pingyuan. Tutte e tre le prefetture furono riassegnate a Henan nel novembre 1953, dopo la dissoluzione di Pingyuan.

## Geografia e clima
L'area amministrativa di Anyang copre un'area amministrativa di 7413 km quadrati, con altitudine maggiore a Occidente. La città sorge al confine tra la steppa e l'altopiano cinese settentrionale.
L'anno meteorologico si divide in quattro stagioni. Il clima subisce influenze monsoniche e rientra nella categoria di clima steppico (BSk di Köppen). Gli inverni sono freddi ma secchi, con una temperatura media invernale (gennaio) di -0,9 °C e poca neve. Le estati sono calde e afose, con una media estiva (luglio) di 27 °C. La maggioranza delle precipitazioni annuali (560 mm) si concentra quasi esclusivamente nei mesi di luglio e agosto. La temperatura media annuale è di 14,1 °C.
| Anyang                     | Mesi | Mesi | Mesi | Mesi | Mesi | Mesi | Mesi  | Mesi  | Mesi | Mesi | Mesi | Mesi | Stagioni | Stagioni | Stagioni | Stagioni | Anno  |
| Anyang                     | Gen  | Feb  | Mar  | Apr  | Mag  | Giu  | Lug   | Ago   | Set  | Ott  | Nov  | Dic  | Inv      | Pri      | Est      | Aut      | Anno  |
| -------------------------- | ---- | ---- | ---- | ---- | ---- | ---- | ----- | ----- | ---- | ---- | ---- | ---- | -------- | -------- | -------- | -------- | ----- |
| T. max. media (°C)         | 4,4  | 7,9  | 13,8 | 21,7 | 27,1 | 31,8 | 31,7  | 30,4  | 26,8 | 21,2 | 13,0 | 6,6  | 6,3      | 20,9     | 31,3     | 20,3     | 19,7  |
| T. min. media (°C)         | −5,1 | −2,4 | 3,0  | 10,0 | 15,1 | 20,1 | 22,7  | 21,6  | 16,3 | 9,9  | 2,5  | −3,0 | −3,5     | 9,4      | 21,5     | 9,6      | 9,2   |
| Precipitazioni (mm)        | 4,8  | 7,7  | 17,8 | 23,1 | 39,7 | 60,7 | 178,7 | 123,3 | 44,8 | 34,2 | 16,3 | 5,8  | 18,3     | 80,6     | 362,7    | 95,3     | 556,9 |
| Giorni di pioggia          | 2,2  | 2,9  | 4,4  | 4,6  | 6,6  | 7,5  | 12,2  | 10,1  | 7,1  | 5,4  | 3,8  | 2,4  | 7,5      | 15,6     | 29,8     | 16,3     | 69,2  |
| Umidità relativa media (%) | 60   | 57   | 57   | 57   | 60   | 60   | 77    | 80    | 73   | 69   | 67   | 64   | 60,3     | 58       | 72,3     | 69,7     | 65,1  |

## Geografia antropica

### Suddivisioni amministrative
La città con status di prefettura di Anyang è divisa in 4 distretti, una città con status di contea e 5 contee.
- Distretto di Beiguan (北关区)
- Distretto di Wenfeng (文峰区)
- Distretto di Yindu (殷都区)
- Distretto di Long'an (龙安区)
- Città di Linzhou (林州市)
- Contea di Anyang (安阳县)
- Contea di Tangyin (汤阴县)
- Contea di Hua (滑县)
- Contea di Neihuang (内黄县)

## Economia
Anyang ha conosciuto un periodo di apertura che gli ha consentito di progredire rapidamente. Ospita sedici imprese di collaborazione straniere. È stata definita una Zona Economica Speciale di 22,8 chilometri quadrati per attrarre investimenti cinesi ed esteri, di pari passo con una rete di relazioni commerciali.

## Attrazioni turistiche
Culla della cultura cinese, la città di Anyang è una delle otto antiche capitali della Cina. Tra i vari siti archeologici, si annoverano:
- Caverne preistoriche (Cultura di Xiaonanhai — 23.000 a.C. circa);
- Reperti della Cultura di Yangshao, della Cultura di Longshan e della Cultura di Xiaotun;
- Mausolei dell'Imperatore Zhuanxu e dell'Imperatore Ku (2000 a.C.);
- La prima raccolta di iscrizioni su osso e gusci di tartaruga;
- Il Tempio della Sorgente dell'Anima (noto come "il primo tempio antico buddhista dell'Henan); *La Grotta dei 10.000 Buddha;
- La Pagoda Wenfeng, il Tempio Xiuding e il Tempio-Pagoda Mingfu.

Il turismo cittadino beneficia anche del paesaggio naturale, abbellito dall'Area Panoramica della Collina Taihang Linlu che spazia sui Monti Taihang e il Canale Bandiera Rossa.

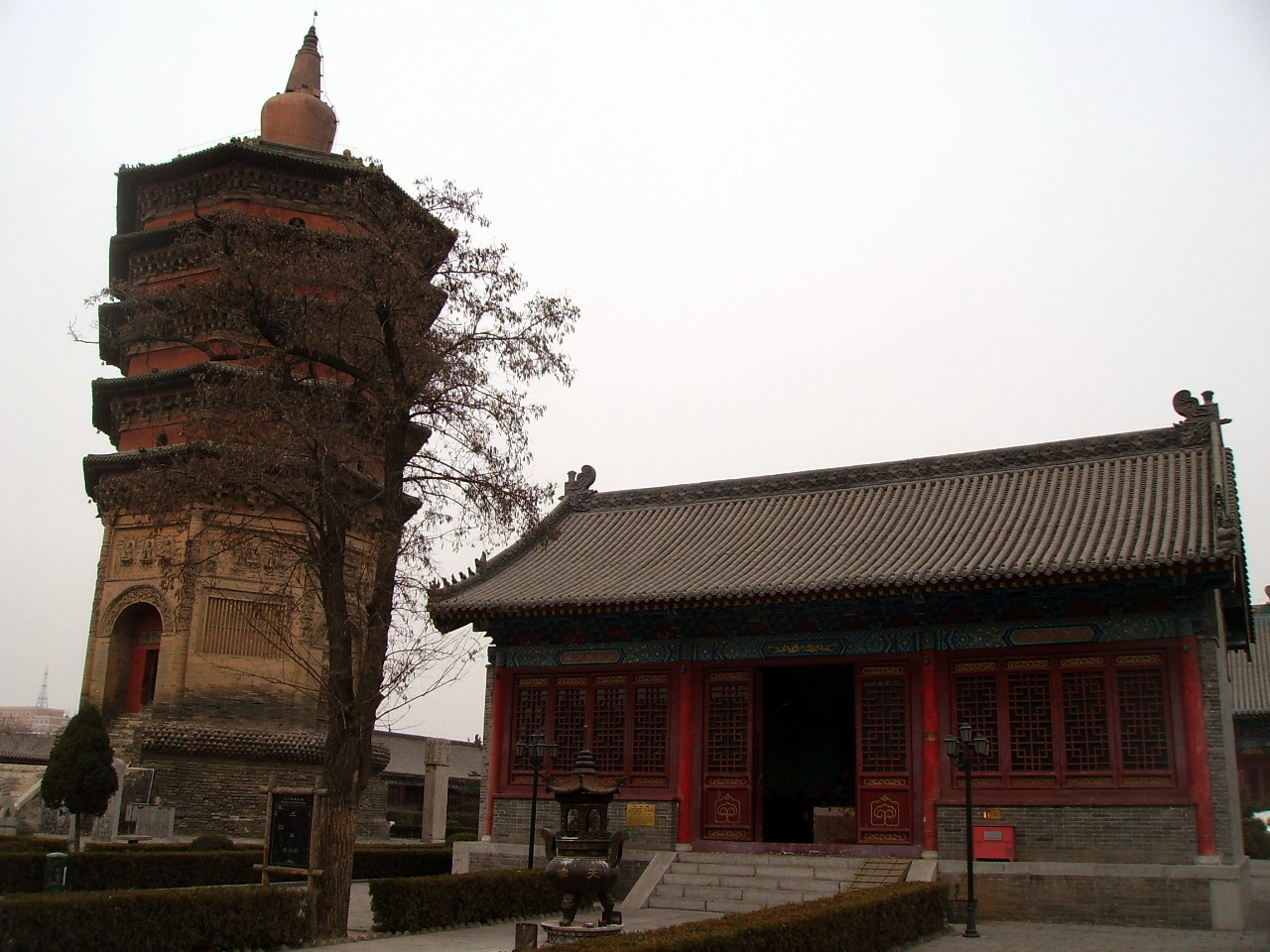
Tempio Tianning: Sala dei Re Celesti e Pagoda Wenfeng

### Tempio Tianning
Il Tianning Si (Tempio-dimora) fu edificato durante la Dinastia Zhou ed è stato restaurato per l'apertura al pubblico dall'Istituto di Ricerca Archeologica della città. Le strutture principali del complesso includono: la porta monumentale, la Sala dei Re Celesti suddivisa in tre stanze (il cui tetto a falda unica fu ricostruito nel 2002), la Sala Preziosa (il cui tetto a falda unica risalente alla Dinastia Qing fu ricostruito nel 2001) e la Pagoda Wenfeng.

### Pagoda Wenfeng
Si ritiene che la costruzione della Wenfeng Ta sia iniziata nel 925 e la sua esistenza è accertata già nel 952 dalle iscrizioni ritrovate nel vicino Tempio Tianning. La pagoda attualmente visibile fu edificata durante la Dinastia Ming. Il suo nome (Pagoda dell'acme della letteratura) risale alla Dinastia Qing, ed è un riferimento alla sua vicinanza al tempio confuciano. Il monumento è il simbolo della città di Anyang che lo ospita.
La torre è costruita con mattoni rossi, è alta 38,65 m, è a pianta ottagonale e si dispone su cinque livelli. La struttura è rastremata verso l'alto (la larghezza aumenta proporzionalmente all'altezza) e culmina con una cupola di 10 metri a forma di stupa. La pagoda poggia su un piedistallo alto due metri ed è decorata con doccioni e incisioni di Buddha e Bodhisattva.

### Museo Yin Xu
Le rovine della città di Yin, capitale della Dinastia Shang, si trovano a circa 2 km a nord-ovest di Anyang. Il ricco sito archeologico fu scoperto nel 1899. Nei decenni che seguirono, si procedette agli scavi e fu aperto per la prima volta al pubblico negli anni ottanta con il nome di Museo Giardino di Yin Xu. Il 16 marzo 2005 fu inaugurata l'esposizione museale che include la celebre tomba di Fu Hao. Il sito archeologico è incluso nella lista UNESCO dei Patrimoni dell'umanità.

## Relazioni internazionali
Anyang è gemellata con:
- Lethbridge